# Corso Vittorio Emanuele (Napoli)

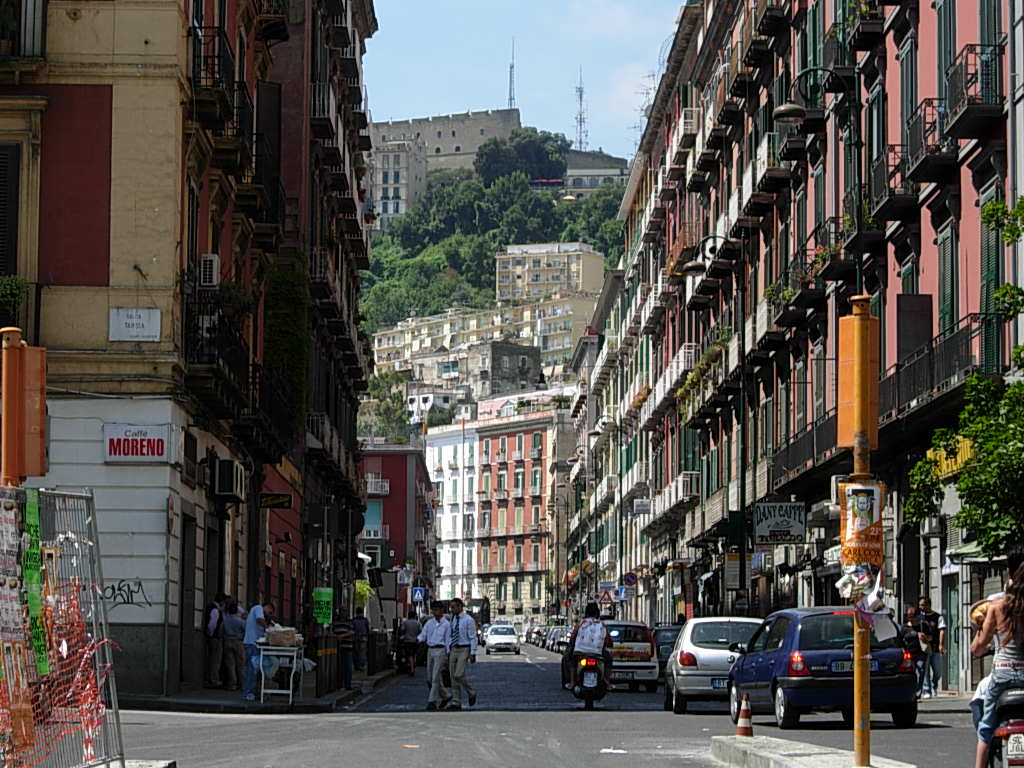
Scorcio del Corso da piazza Mazzini; in alto, sullo sfondo, si nota il Castel Sant'Elmo

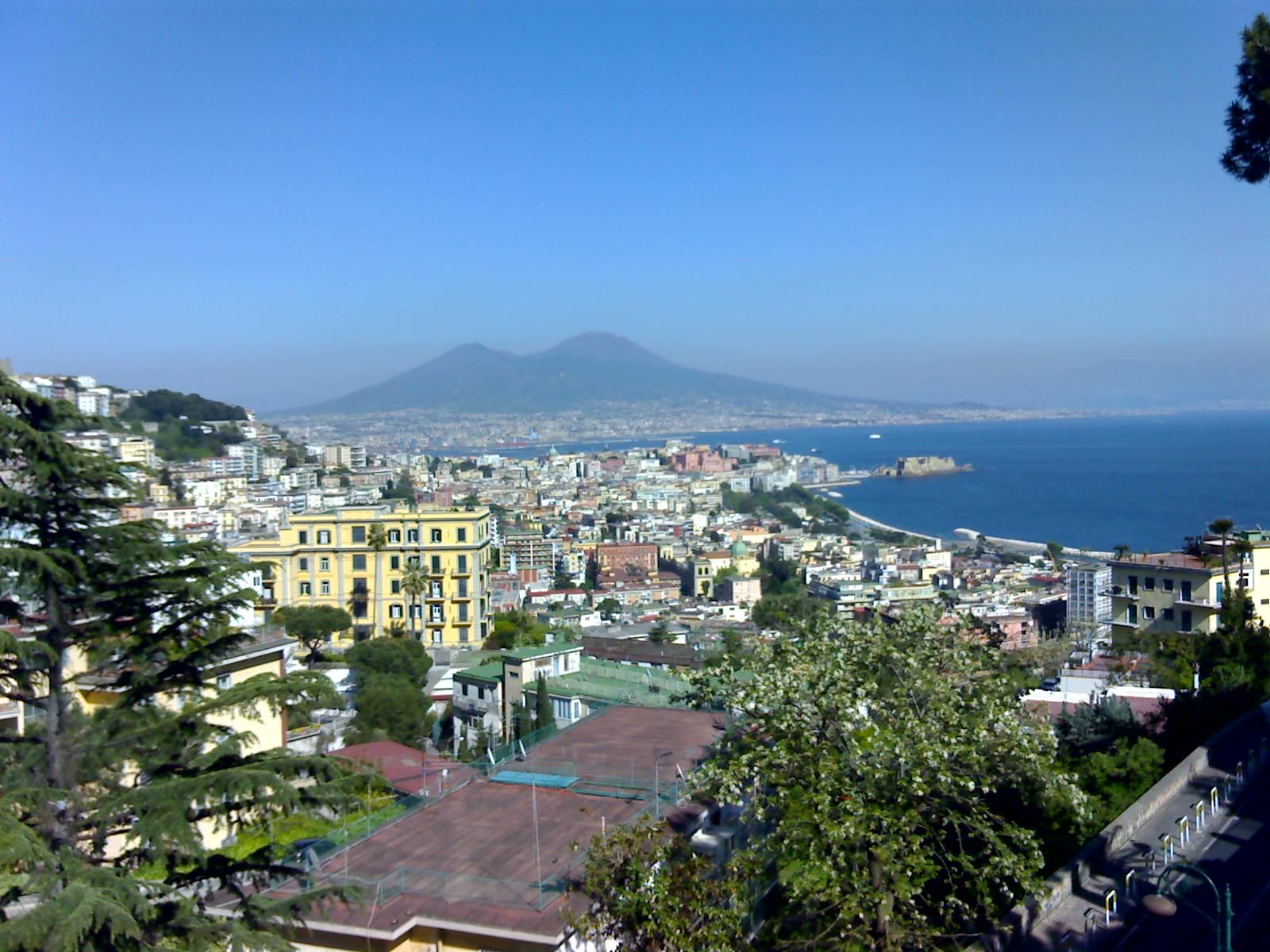
Panorama di Napoli visto dal Corso

Corso Vittorio Emanuele (già Corso Maria Teresa) è una delle arterie principali della città di Napoli, ed è considerata la prima "tangenziale" aperta al traffico.

## Storia
La sua realizzazione verso la metà del XIX secolo si deve alla volontà di Ferdinando II che alla fine del 1852 commissionò il progetto a un gruppo di cinque architetti ed urbanisti: Errico Alvino, Francesco Saponieri, Luigi Cangiano, Antonio Francesconi e Francesco Gavaudan, con l'intento di poter avere un asse viario che mettesse in diretto collegamento due parti della città poste agli antipodi e, soprattutto, la città bassa col quartiere del Vomero.
I progetti scissero la strada in tre tronconi: il primo andava da Piedigrotta al convento di Suor Orsola Benincasa, il secondo da qui fino all'Infrascata (dal 1869 chiamata via Salvator Rosa) e infine il terzo, mai realizzato, sarebbe proseguito verso Capodimonte per poi terminare in piazza Ottocalli.
La nuova strada, che fu chiamata Corso Maria Teresa in onore della regina, fu tracciata il 6 aprile 1853 e inaugurata dalla Famiglia Reale, da molti ministri e dagli stessi architetti il successivo 28 maggio. I lavori tuttavia furono eseguiti in fretta e furia: i sei ponti che superavano i dislivelli, per esempio, furono fatti in legno. Comunque entro il 1860 fu completato il primo troncone.
Nel 1860, dopo l'arrivo di Garibaldi, la strada fu intitolata al primo Re d'Italia, Vittorio Emanuele II. I lavori per completare il secondo troncone della strada tuttavia partirono dopo il 1873, data del nuovo progetto di questo tratto elaborato da quattro dei cinque architetti originari, infatti a Saponieri, che intanto era morto, subentrò Pasquale Francesconi, fratello di Antonio.
Al termine del corso fu aperta una piazza, inizialmente intitolata anch'essa a Salvator Rosa, al cui centro fu inaugurata il 24 novembre 1910 in occasione dei festeggiamenti per il cinquantenario del plebiscito di annessione la statua di Paolo Emilio Imbriani scolpita da Tito Angelini nel 1877. Successivamente la piazza fu intitolata a Giuseppe Mazzini, cosa che nel tempo indurrà moltissimi napoletani a ritenere che la statua di Imbriani raffiguri invece proprio il Mazzini.

## Descrizione
La strada si snoda per 4,5 chilometri dall'attuale piazza Mazzini sino a via Piedigrotta, lambendo la collina del Vomero con un andamento sinuoso e per larghi tratti panoramico.
Tranne alcuni brevissimi tratti nonché quello terminale (dopo la stazione della Cumana) non si trovano edifici costruiti sul lato del mare, ma solo sul lato del monte. Questo perché si è voluto preservare il panoramico paesaggio che il nuovo corso offriva, a cominciare da chi promosse la sua apertura, Ferdinando II, il quale emanò un rescritto a tutela del paesaggio della strada il 31 maggio 1853.
L'unica linea dell'ANM che la percorre interamente è la C16 (Mergellina - via Battistello Caracciolo). Sono presenti sul corso le fermate delle tre funicolari cittadine che portano al Vomero.

## Percorso
| CORSO VITTORIO EMANUELE |                                                                 |      |      |               |
| Tipologia               | Indicazione                                                     | ↓km↓ | ↑km↑ | Quartiere     |
|                         | Piazza Mazzini                                                  | 0    | 4.5  | Avvocata      |
|                         | IPSSCT Vittorio Veneto Scuola Media Statale Michelangelo Schipa | 0.1  | 4.4  | Avvocata      |
|                         | Funicolare di Montesanto e scale per la stazione ferroviaria    | 0.6  | 3.9  | Montecalvario |
|                         | ISIS Antonio Serra                                              | 0.8  | 3.7  | Montecalvario |
|                         | Complesso di Santa Lucia Vergine al Monte                       | 1.1  | 3.4  | Montecalvario |
|                         | Istituto Suor Orsola Benincasa                                  | 1.3  | 3.2  | Montecalvario |
|                         | Istituto Paritario Pontano                                      | 1.5  | 3.0  | Montecalvario |
|                         | Funicolare Centrale                                             | 1.5  | 3.0  | Montecalvario |
|                         | Chiesa di San Nicola da Tolentino                               | 1.6  | 2.9  | Montecalvario |
|                         | Chiesa di Santa Caterina da Siena                               | 1.6  | 2.9  | Chiaia        |
|                         | Chiesa di Santa Maria Apparente                                 | 1.8  | 2.7  | Chiaia        |
|                         | Funicolare di Chiaia                                            | 2.3  | 2.2  | Chiaia        |
|                         | Castello Aselmeyer-Parco Grifeo                                 | 2.4  | 2.1  | Chiaia        |
|                         | Britannique Hotel - Parker's Hotel                              | 2.8  | 1.7  | Chiaia        |
|                         | Stazione di Corso Vittorio Emanuele                             | 3.6  | 0.9  | Chiaia        |
|                         | Presidio Ospedaliero ASL Napoli 1                               | 4.0  | 0.5  | Chiaia        |
|                         | Stazione di Napoli Mergellina                                   | 4.4  | 0.1  | Chiaia        |
|                         | Piedigrotta                                                     | 4.5  | 0.0  | Chiaia        |